# ادی آیکائو
ادی آیکائو (انگلیسی: Eddie Aikau; ۴ مهٔ ۱۹۴۶ – ۱۷ مارس ۱۹۷۸، هاوایی، ایالات متحده) نجات‌غریق اهل کاهیلوئی، هاوایی ایالات متحده آمریکا بود. وی بین سال‌های ۱۹۵۹ تا ۱۹۷۸ میلادی فعالیت می‌کرد. به عنوان اولین غریق نجات ساحل وایما در جزیره اوآهو بود که توانسته بود جان ۵۰۰ نفر را طی سالیان کارش در حرفه نجات غریقی نجات دهد و به عنوان موج سوار بزرگ هاوایی مشهور بود و چندین جایزه از جمله جایزه ۱۹۷۷ قهرمانی موج‌سواری دعوتی دوک کاهاناموکو را از آن خود کرده بود.

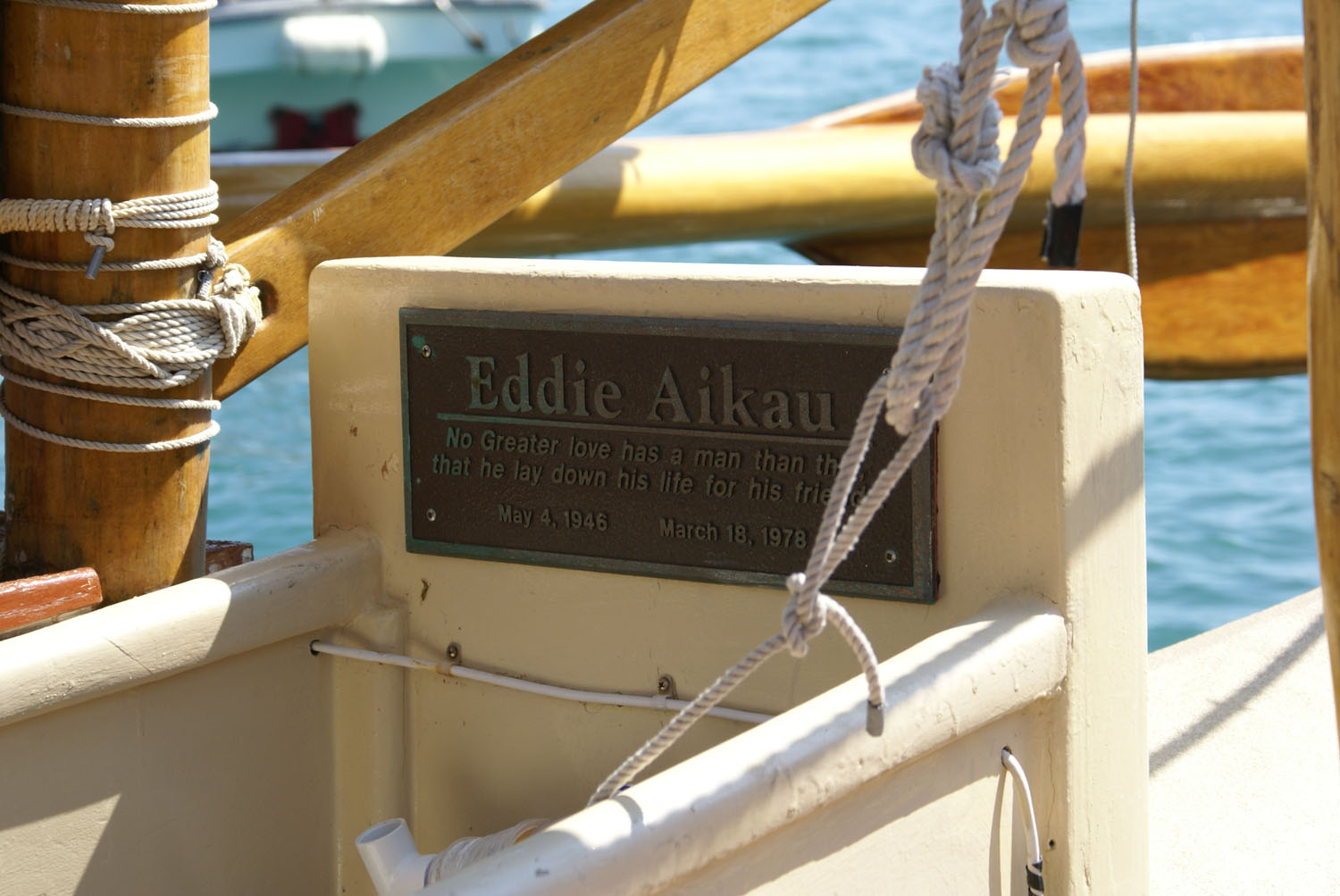
لوح یادبود درهوکولوآ

## زندگی‌نامه
ادی در کاهیلوئی، هاوایی در مائوئی متولد شد و سومین فرزند خانواده سولومون و هنریتا آیکائو بود. معنی عبارت ماکوآ هانی در نام کامل ادی آیکائو معنی‌اش پرستش‌کننده و تغذیه والدین به زبان هاوایی است. او از نسل هوهوا، کاهن نویی (پادشاه) کامه‌هام‌ها و جانشین او کامه‌هام‌های دوم بود. آیکائو اولین بار موج سواری را در کاهولویی هاربور از موج‌های کوچک خلیج آموخت. او در سال ۱۹۵۹ همراه با خانواده‌اش به اوآهو رفت و در سن شانزده‌سالگی مدرسه را ترک کرده و در شرکت کنسرو گوجه فرنگی دال مشغول به کار شد. دستمزد کاری امکان خریدن اولین تخته‌موج سواری را به ادی داد. متعاقب آن در سال ۱۹۶۸ به عنوان اولین غریق نجات به استخدام شهر و استان هونولولو برای کار در ساحل شمالی درآمد. شهر و استان هونولولو مأموریت غریق نجات تمامی سواحل بین پوپوکی، هاوایی و هالیوا، هاوایی را به ادی سپرد و تا زمانی که او در این پست خدمت کرد حتی یک مورد غرق شدگی در خلیج وایما، هاوایی رخ نداد. به عنوان یک موج سوار شجاع موجهایی که او درمی‌نوردید اغلب به ۳۰ فوت (۹٫۱ متر) بلکه بلندتر می‌رسید، برد. در سال ۱۹۷۱، آیکائو عنوان نجات دهنده سال را به خود اختصاص داد.

## گم‌شدن در دریا
در سال ۱۹۷۸انجمن سفرهای دریایی جزایر پولینزی در پی داوطلبانی بود برای یک سفر ۳۰روزه، به مسافتی بطول ۲۵۰۰مایل (۴۰۰۰کیلومتر) که یک مسیر قدیمی مهاجرت از جزیره پولینزی بین دو جزیره هاوایی و تاهیتیایی بود. آیکائو به عنوان خدمه قایق به این سفر پیوست. برنده دو عنوان قهرمانی کانو سواری هوکولو جزیره هاوایی را در تاریخ ۱۶ مارس ۱۹۷۸ترک کرد. بر اثر یک نشتی در پوسته بدنه قایق منجر به واژگون شدن آن در حدود دوازده مایلی (۱۹کیلومتری) جنوب جزیره مولوکای گردید. در تلاشی که برای گرفتن کمک کردند، آیکائو به سمت لانای با تخته موج سواری خود موج سواری کرد.اگر چه بقیه خدمه قایق بعداً توسط اکیپ گارد ساحلی ایالات متحده نجات یافتند، اما پیکر آیکائو هرگز در دریا پیدا نشد. او درحالی که با تخته موج‌سواری خود برای پیدا کردن کمک به موج سواری پرداخت جلیقه نجات خود را برای نجات یافتن سایرین از خود جدا کرد. جستجو بعدی برای پیدا کردن آیکائو یکی از بزرگ‌ترین جستجوهای هوا دریا در تاریخ هاوایی برای خدمه مائو پیلاگ انجام گرفت اما به نتیجه نرسید.

## گرامی‌داشت قهرمان موج‌سواری
شرکت سورتیس کوئیک سیلور مطابق قرارداد تا سال ۲۰۱۶ حمایت ورزشی از "ادی " را برعهده داشت. ازطرفی برگزاری این رقابت‌ها در سال ۲۰۱۷ لغو شد، اما آیکائو آن را از طریق حامیان مالی محلی زیادی که داشت به افتخار آیکائو، قرار داد او را تا سال ۲۰۱۸–۲۰۱۹ تمدید کردند. بنابر در یادبود آیکائو رقابت‌های قهرمانی موج‌سواری دعوتی دوک کاهاناموکو یا لیگ جهانی موج‌سواری در خلیج وایمی برگزار می‌شود.
از زمان شروع این رقابت‌ها (ادی اولین بار در سال ۱۹۸۵ در ساحل غربی شرکت کرد)؛ در سال ۱۹۸۷ برادر جوانتر او کلایدی آیکائو برنده اولین دور رقابت‌ها پس از انتقالش به خلیج وایمی شد، مسابقات موج بلند به دلیل این پیش شرطش موج بلند است و آن هم به جذر و مد در اقیانوس ربط دارد و بایستی طول موج حداقل به ۲۰ فوت برای برگزاری این رقابت‌ها برسد (این به معنای ارتفاع بیش از ۳۰ فوت است). به همین دلیل این رقابت‌ها نه بار تا کنون برگزار شده است آخرین مسابقات موج بلند در فوریه ۲۰۱۶ برگزار شد بطوریکه در آنزمان امواج خلیج به ارتفاع ۳۰ تا ۵۰ فوت (۱۵ متر) رسیدند. در این مسابقات تنها از ۲۸ قهرمان موج سواری دعوت می‌کردند تا در یک رقابت دو مرحله‌ای شرکت کنند. در این رقابت‌ها اجازه استفاده از اسکی جت داده نمی‌شود تا باعث شود رقابت کنندگان خودشان با امواج تعامل کرده و امواج را بشکافند.

## فرهنگ مردمی
در دهه ۱۹۸۰، تی‌شرت‌هایی با عبارت «ادی برو برو» در اطراف جزایر هاوایی و سایر نقاط جهان پخش شد. به گفته مکس سیمپسون، یکی از مورخان دریای، «آیکائو اسطوره‌ای در ساحل شمالی بود، او مردم را از امواج بیرون می‌کشید درحالی که هیچ‌کسی جرأت این کار را نداشت. در نتیجه این خواسته همه گیر شده بود که - ادی باید برود، این درحالی بود که هیچ‌کس دیگری قادر به این میزان خطر کردن نبود و نمی‌توانست و فقط ادی جرأت این کار را داشت.» این شعار در اولین مسابقه ادی که ادی شرکت کرده بود ساخته شد. این درحالی بود که امواج بزرگ و شرایط بسیار خطرناکی وجود داشت. آنچنانکه برگزارکنندگان مسابقه مردد بودند که آیا از این شعار در مسابقات استفاده کنند یا نه اما مارک فو نگاهی به شرایط خطرناک امواج کرد و گفت: «ادی خواهد رفت.» این عبارت تعبیرش اشتباه شد و نتیجه این شد که ادی رفت.
شعار مردمی دیگری که در مورد ادی رایج بود: «ادی نمی‌تواند یدک بکشد.» این عبارت برای این به کار برده می‌شد زیرا در روش غربال کردن یک موج بزرگ هنگامی که یک موج سوار می‌خواهد از موج بزرگ عبور کند باید یک موج سوار دیگر (که در اسکیت جت، قرار دارد بر روی تخته موج سواری سوار می‌شود) و باعث سرعت دادن به موج سوار در حرکت می‌دهد تا بتواند به سرعت یک از یک موج بزرگ و سریع با شتاب عبور کند. اگر چه برخی ورزشکاران در زمینه شتاب «غیرطبیعی» در موج سواری موافق این امداد نیستند؛ چون برخی احساس می‌کنند که در حال موج سواری کشیده می‌شوند، و آن را خلاف روحیه ورزشی می‌دانند.
گروه جاز آستین، تگزاس، به نام فول سرویس آهنگی دربارهٔ ادی آیکائو ساختند به نام در حال نجات، این ترانه در آلبوم Recess می‌باشد. آن‌ها آهنگ این ترانه را برای اولین بار در سیرک کامل خدمات در ماه مه ۲۰۱۳ اجرا کردند.
سم جورج، سرپرست حرفه‌ای سابق ادی، مستند ۳۰ تا ۳۰ را در مورد آیکائو به نام هاوایی: افسانه ادی آیکائو را کارگردانی کرد. او در ۱ اکتبر ۲۰۱۳ این مستند را در ESPN معرفی کرد و جزئیات زندگی آیکائو را از دوران کودکی تا مرگ او شرح داد.
داستان ادی به‌طور شگفت‌انگیزی با احترام از وی توسط کمیته کورت برونو کلر در دو فصل تدوین و نگارش شده است و اکنون به میراث تاریخی هاوایی تبدیل شده است و در ۱۲ اوت ۲۰۱۴ منتشر شد.
داستان زندگی ادی توسط کارن کلی‌گاریف در ۱۶۰ پادکست با نام قتل مورد علاقه من بود که در ۱۴ فوریه ۲۰۱۹ پخش شد، گفت.
شخصیت Z در فیلم متحرک موج سواری بر فراز موج به آرامی بر اساس زندگی ادی و مرگ مرموز او به تصویر کشیده شد.
در ۴ مه ۲۰۱۹، هفتاد و سه سالگی ادی مایکائو گرامی داشته شد، و گوگل به افتخار او روز چهارم مه تندیسی از ادی را به نمایش گذاشت.

## سایر پیوندهای خواندنی
- Coleman, Stuart. Eddie Would Go: The Story of Eddie Aikau, Hawaiian Hero and Pioneer of Big Wave Surfing, MindRaising Press, 2003. Biography of Eddie Aikau.
- Coleman, Stuart. Eddie Aikau: Hawaiian Hero, Bess Press, 2016.
- Goes, Sergio. Eddie Would Go: The Story of Eddie Aikau, Hawaiian Hero [Film]